# ألان إس. كوفمان
ألان إس. كوفمان (بالإنجليزية: Alan S. Kaufman) هو عالم نفس وأستاذ جامعي أمريكي، ولد في 21 أبريل 1944 في بروكلين في الولايات المتحدة.